# Tkibuli
Tkibuli (en georgiano: ტყიბული) es una ciudad en el oeste de Georgia, ubicada en el norte de la región de Imericia y capital del municipio homónimo. 

## Geografía
Tkibuli está a los pies de la cordillera de Racha y el acantilado de piedra caliza de Nakerala, que marca el límite de la región histórica de Racha, 25 km al noreste de Kutaisi.

## Historia
Tkibuli se menciona en fuentes históricas por primera vez en un monumento que data de 1259-1293. En la época feudal, Tkibuli pertenecía al clan Aguiashvili.
En 1845, se descubrieron depósitos de hulla cerca del pueblo de Tkvibuli, como se llamó al lugar hasta la primera mitad del siglo XX. Sin embargo, su explotación a escala industrial sólo comenzó después de la ampliación de la línea ferroviaria Rioni-Tkibuli, procedente de Kutaisi, en 1887.
Tkibuli obtuvo el estatus de ciudad en 1939 y ha sido un centro minero de carbón desde que comenzó la minería en 1846. En 1946-1947 se electrificó la vía férrea para garantizar el suministro continuo de carbón a la gran acería recién construida en Rustavi, en el este de Georgia.
En el apogeo de la minería en la era soviética, Tkibuli tenía más de 20.000 habitantes, pero el desorden económico de la década de 1990 provocó un éxodo de la ciudad y las minas prácticamente paralizaron la producción. La producción se reanudó en 2008 por una empresa georgiana, las minas son un pilar de la economía local y proporcionan a 2.000 personas y sus familias la única fuente de ingresos. Sin embargo, las minas se han vuelto notorias por accidentes fatales debido a equipos obsoletos y estándares de seguridad inadecuados. Después de una serie de accidentes fatales, que cobraron 16 vidas en total en 2018, la minería se suspendió a fines de 2018, pero se reanudó nuevamente en 2019.

## Economía
Además de la minería del carbón, existen empresas de la industria alimentaria, la construcción y la silvicultura. 
Al otro lado de la cordillera de Nakerala se encuentra otro embalse del mismo nombre en el Shaori, que fluye hacia el norte hasta el río Rioni. Allí, en la periferia norte de la ciudad de Tkibuli, impulsa la central hidroeléctrica de Shaori con una potencia de 38 megavatios, que entró en funcionamiento en 1955. Ambas centrales eléctricas ahora son operadas por Energo-Pro Georgia, que pertenece a la empresa checa Energo-Pro.

## Demografía
La evolución demográfica de Tkibulo entre 1897 y 2022 fue la siguiente:
| 800                                             | 22 702 | 23 153 | 21 821 | 21 867 | 14 454 | 9770 | 8620 |
| (Fuente: Population of Georgia in Soviet times) |        |        |        |        |        |      |      |

Históricamente, la población de Tkibuli ha sido mayoritariamente georgiana.
|              | 1959      | 1959       | 2014      | 2014       |
| Grupo étnico | Población | Porcentaje | Población | Porcentaje |
| ------------ | --------- | ---------- | --------- | ---------- |
| Georgianos   | 17 002    | 74,9%      | 9622      | 98,49%     |
| Rusos        | 3503      | 15,4%      | 73        | 0,75%      |
| Ucranianos   | 686       | 3,0%       | 27        | 0,27%      |
| Armenios     | 693       | 3,1%       | -         | -          |
| Osetios      | 124       | 0,5%       | -         | -          |
| Griegos      | 97        | 0,4%       | -         | -          |
| Azeríes      | 30        | 0,1%       | -         | -          |
| Judíos       | 25        | 0,1%       | -         | -          |
| Total        | 22 702    | 100%       | 9770      | 100%       |

## Infraestructura

### Transporte
Tkibuli es el término de la línea ferroviaria Rioni-Tkibuli de 52 kilómetros, que se bifurca de la línea ferroviaria Poti-Bakú en la estación de Rioni en un suburbio del sur de Kutaisi. Las estaciones de tren Tkibuli 1, Tkibuli 2 y Tkibuli Kopi se encuentran en la ciudad.
Existen enlaces por carretera al suroeste de Kutaisi y al sur a través del valle de Tkibuli. La carretera continúa hacia el norte por el paso de Nakerala de 1218 m de altura sobre la cordillera de Racha hasta la capital de la región de Racha-Lechjumi y Baja Esvanetia, Ambrolauri.

## Personas ilustres
- Tariel Oniani (1952): mafioso georgiano miembro de 'Vor v zakone'.

## Galería

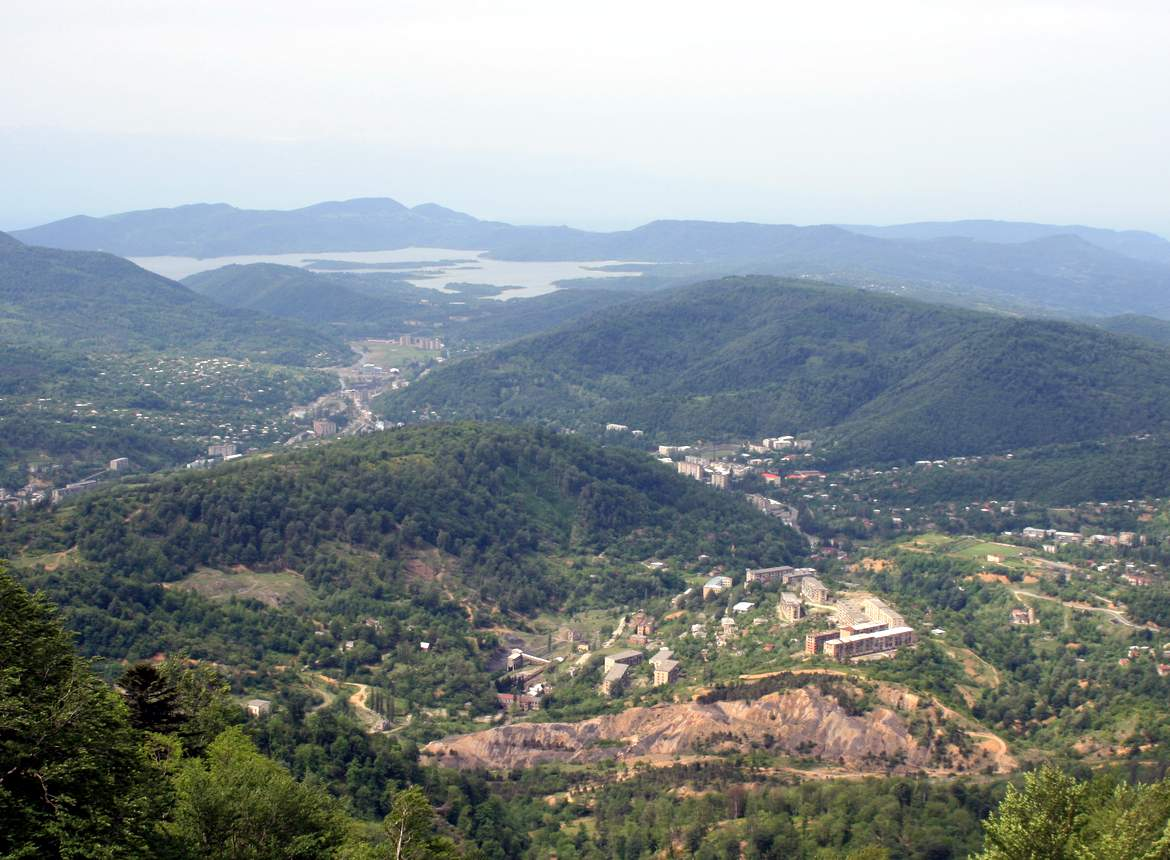
Vista de Tkibuli desde el norte
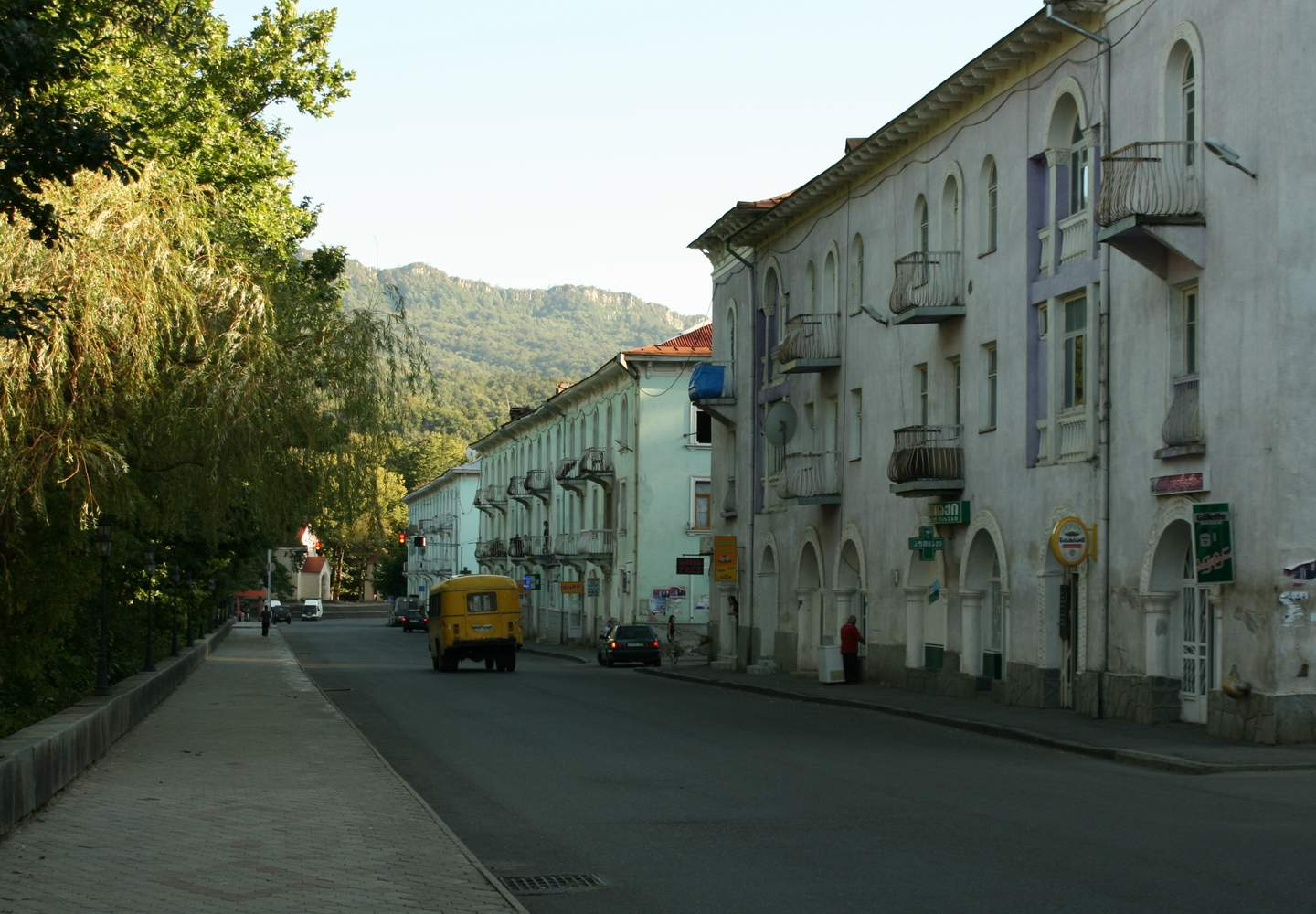
Calles de Tikibuli
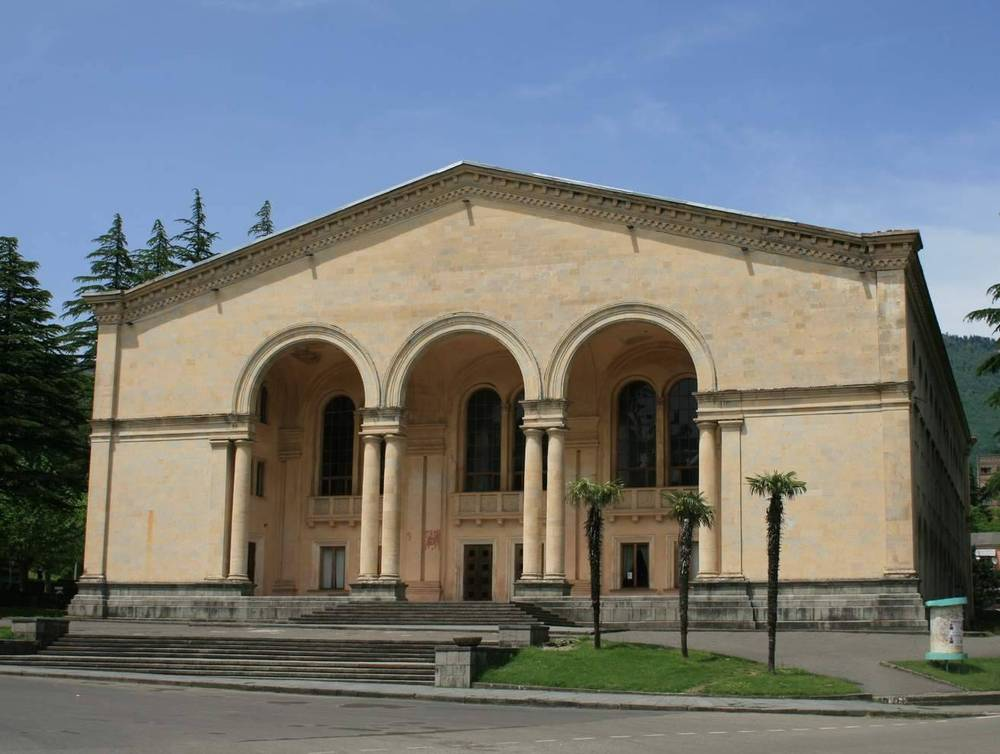
Teatro de Tkibuli
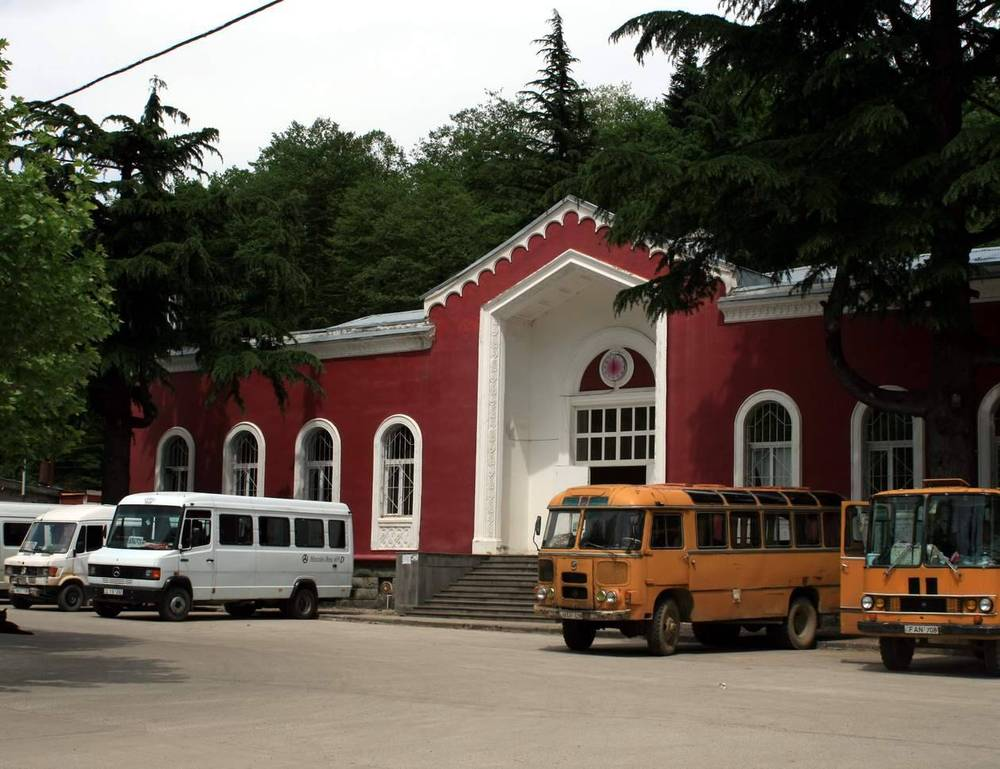
Estación de trenes de Tkibuli